# Le diaboliche
Pour plus de détails, voir Fiche technique et Distribution.
Le diaboliche est un giallo italien réalisé par Luigi Russo et sorti en 1991.

## Synopsis
Afin d'hériter de l'immense patrimoine d'une richissime invalide, les domestiques décident de s'allier pour précipiter sa mort. Particulièrement active, la cupide servante Vivienne, ayant réussi son coup, entend ensuite éliminer tous les autres cohéritiers afin d'être la seule bénéficiaire : personne ne survivra à ce plan diabolique.

## Fiche technique
- Titre original italien  : Le diaboliche[1]
- Réalisateur : Luigi Russo
- Scénario : Luigi Russo
- Photographie : Luigi Russo
- Montage : Luigi Russo
- Musique : Luigi Ceccarelli
- Décors : Luigi Russo
- Costumes : Alessandra Montagna
- Maquillage : Tiziana Sgrulloni
- Production : Achille Manzotti (it)
- Société de production : Flying Colours Films & Films, Luigi Russo Produzioni
- Pays de production :  Italie
- Langue originale : italien
- Format : Couleurs - 35 mm
- Durée : 94 minutes
- Genre : Giallo
- Dates de sortie :
  - Italie : 1991 (visa délivré le 16 avril 1991)

## Distribution
- Lisbeth Hummel : Elize
- Pier Angelo Pozzato : Angelo
- Beatrice Palme (it) : Vivienne
- Giulia Urso : Giulia